# タットル彗星
タットル彗星(英語: 8P/Tuttle)は、1858年1月5日にアメリカ合衆国の天文学者ホレース・タットルが周期彗星であると初めて認識した周期13.6年の周期彗星である。2021年8月27日に近日点を通過した。タットル彗星は、12月末のこぐま座流星群の母天体である。

## 発見
この彗星は1790年にピエール・メシャンによって初めて観測された。この発見時の見かけの等級は7.7等と比較的明るく、観測に適していたと言われる2008年の8等よりも明るい。また、この時の回帰にはシャルル・メシエやウィリアム・ハーシェルらも観測していたが周期彗星であるとは考えられていなかった。
1858年1月5日にはこの彗星がホレース・タットルによって発見された。彼は軌道について放物線軌道をとるとしてしまったが、初めて1790年の彗星との類似性を見出した。同年2月後半にはジェームズ・クレイグ・ワトソンにより楕円軌道であることが明らかになった。

## 2008年の接近
タットル彗星の接近のため、2007年のこぐま座流星群は通常の年よりも数が多くなると予測されたが、流星電波観測国際プロジェクトが定める流星群の活動レベルActivity levelは2006年とほぼ同じになった。

## 特徴

### 軌道
タットル彗星は周期13.6年で、軌道長半径は5.7 auである。軌道離心率が0.82なので近日点(太陽に最接近する地点)は1.03 au、遠日点(太陽から最も遠い地点)は10.4 auと差が大きい。
前回までの近日点通過は以下の通りである。
- 1790年1月31日
- 1803年11月15日 (観測されず)
- 1817年5月27日 (観測されず)
- 1830年12月15日 (観測されず)
- 1844年7月4日 (観測されず)
- 1858年2月24日
- 1871年12月2日
- 1885年9月11日
- 1899年5月4日
- 1912年10月28日
- 1926年4月28日
- 1939年11月10日
- 1953年7月4日 (観測されず)
- 1967年3月31日
- 1980年12月14日
- 1994年6月25日
- 2008年1月27日
- 2021年8月27日

次回以降の近日点通過は以下の通りである。
- 2035年4月18日
- 2049年1月21日
- 2062年11月23日
- 2076年8月24日
- 2090年3月5日
- 2103年9月28日

### 接触連星
2008年1月にアレシボ天文台で行われたレーダーによる観測で、この彗星は接触連星のようになっていることが発見された。彗星核の直径は4.5km程度と見積もられ、3kmから4kmの直径の球ほどの体積があると計算された。

## ギャラリー

2005年から2025年のタットル彗星の軌道 太陽 ·       金星 ·       地球 ·       火星 ·       木星 ·       土星 ·       タットル彗星
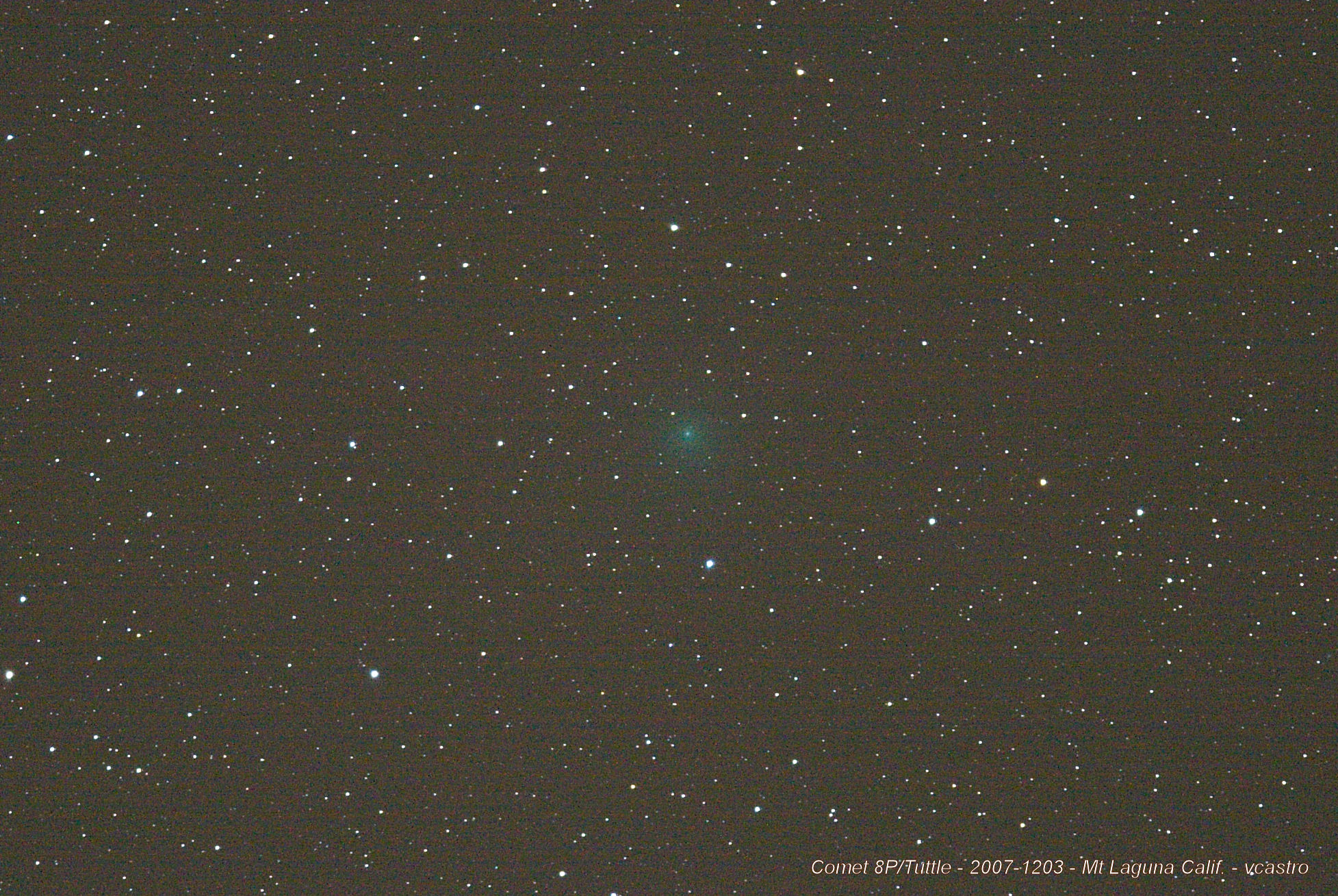
2007年12月3日、カリフォルニア州マウント・ラグーナ（英語版）からのタットル彗星